# 曾国珲
曾國琿（英文名：TEDD CHAN，1983年6月18日—），原名曾國輝（Tate Chan），是2005年馬來西亞Astro新秀大賽冠軍。2006年4月推出第一張個人EP《Believe In Love》之後，就開始了他的歌手生涯，2010年5月，他推出了第5張作品《Love Anthem》並宣佈加入J Music Entertainment & 環球音樂 。 2011年，J Music Entertainment宣佈改組，曾國琿改轉由立志娛樂傳媒負責藝人經紀事宜 。2023年，曾國輝也奪得Astro經典名曲歌唱大賽2023后辈组冠軍。

## 成就
- 2005年
  - Astro新秀大賽冠軍
  - 香港TVB8全球華人新秀歌唱大賽4強
  - Yeah!陽光美少男代言人
- 2007年
  - Didadee鈴聲下載宣傳大使
  - Didadee金曲獎“本地大躍進歌手獎”
  - RedboxKTV最高點播率20強–誰都想感到被愛
- 2008年
  - 單親微笑活動宣傳大使
  - 入圍馬來西亞音樂工業頒獎典禮最佳中文專輯獎——《Smile》
- 2011年
  - My Astro至尊流行榜至尊金曲-如果能重新戀愛
- 2012年
  - 入圍NTV 7金視獎最佳新人10強
  - 入圍NTV 7金視獎最受歡迎男演員
  - 入圍娛協獎最佳方言歌曲-如果能重新戀愛
- 2023年
  - Astro經典名曲歌唱大賽2023后辈组冠軍

## 發表作品
- 陌生公路（《Believe In Love》）
- 年少輕狂（《VOIS》）
- 媽媽好（《VOIS》）
- 眼光（《Smile》）
- 報答（2008單親微笑主題曲）（《From Tate…》）
- 還在老地方（APPLE LADY廣告曲）（《From Tate…》）
- 記得我愛你（《From Tate…》）
- 不變（施恩愛基金會單親關懷活動主題曲）[4]
- 十載更精彩（MYFM10週年台歌）
- 愛情荒（《Love Anthem》）
- 情。流感（《Love Anthem》）
- 通俗情話（《Love Anthem》）
- 流淚的耳朵（《情。旅》）
- 唯一的玫瑰（《Drama》）（作曲） - 炎亞綸

## 廣告
- 2005年
  - Sony Cyber shot電視廣告
- 2006年
  - 天鵝牌書包平面廣告
- 2011年
  - Edwin牛仔褲平面廣告[5]

## 代言
- 2012年
  - 御茶 [6]

## 電視
- 2008年
  - ntv7短片《愛美麗》John吳俊
- 2011年6月
  - ntv7電視劇《斷拳的女人》羅金廣 [7]

## 電影
- 2011年
  - 《23:59》饰演 Tan [8]
- 2013年
  - 《纸月亮》饰演 青年陈天送

## 外部連結
- 曾国珲的Facebook專頁